# Anne Lena Hansen
Anne Lena Hansen, née le 9 juin 1974 en Norvège, est une actrice, journaliste et top model norvégienne, qui a été élue Miss International 1995.

## Biographie
En 1994, elle concourt à l'élection de Miss Norvège 1994, mais n'est pas dans les finalistes, c'est Caroline Sætre qui gagne le titre national.
Quelques semaines plus tard, après sa participation à Miss Frøken Norge 1995, le comité de ce concours de beauté l'a choisie pour représenter son pays à l'élection de Miss Monde 1994, ne parvient à se classer.
En septembre 1995, l'organisation de Miss Norvège l'a convint de concourir pour l'élection de Miss International et remporte le titre.
Après son règne de miss, Anne Lena part pour le Japon, commence une carrière de mannequinat, travaille à la prestigieuse institut de beauté nippon « Fuji Beauty » pendant quelques années.
Elle enchaîne les contrats de modèle comme les marques Maidenform lingerie, GAP, et joue dans les publicités norvégiennes spécialisées dans les produits capillaires tels que Finesse, Canal Digital et Terra Bank.
En 2011, Anne Lena interview les candidats de la télé-réalité Alt for Norge, lors d'une conférence de presse.